# Allà on no ha estat mai ningú
"Allà on no ha estat mai ningú" (títol original en anglès "Where No One Has Gone Before") és el sisè episodi de la primera temporada de la sèrie de televisió de ciència-ficció estatunidenca Star Trek: La nova generació, es va emetre originalment el 26 d'octubre de 1987, en redifusió als Estats Units. Una versió remasteritzada d'alta definició de l'episodi va rebre una estrena limitada als cinemes durant un dia (juntament amb l'episodi "Datalore") per celebrar el 25è aniversari de la sèrie el 23 de juliol de 2012. La història es va desenvolupar originalment. amb el títol "Where Nine Have Gone Before" i es basava en el llibre de Diane Duane, The Wounded Sky. Duane i Michael Reaves van presentar la idea a David Gerrold i Gene Roddenberry, i després van enviar un guió. El seu guió va ser posteriorment reescrit per Maurice Hurley, el primer esforç del qual va ser mal rebut; tanmateix, posteriorment el va reescriure i aquesta versió va ser filmada. L'episodi va ser el primer de la sèrie dirigida per Rob Bowman, que va dirigir 12 episodis més. Va ser l'única tasca de Star Trek: La nova generació per als escriptors Duane i Reaves.
Ambientada al segle XXIV, la sèrie segueix les aventures de la tripulació de la nau de la Flota Estel·lar de la Federació Enterprise-D. En aquest episodi, l' Enterprise és visitada pel Sr. Kosinski (Stanley Kamel) i un extraterrestre conegut com a el Viatger (Eric Menyuk). El viatger envia l' Enterprise a parts llunyanes de l'univers, i es necessita ajuda de Wesley Crusher (Wil Wheaton) per portar la nau a casa.
En aquest episodi, Menyuk va fer la primera de les tres aparicions com el viatger. Biff Yeager va fer la seva primera aparició com a enginyer en cap més longeu de la primera temporada.

## Argument
L'Enterprise es troba amb l'USS Fearless per portar a bord el Sr. Kosinski (Kamel), un expert en propulsió de la Flota Estel·lar que té previst fer proves al motor de curvatura per millorar-ne l'eficiència. El comandant Riker (Jonathan Frakes) és escèptic amb les especificacions aparentment absurdes de Kosinski, la qual cosa suggereix que el seu aparent èxit en altres vaixells només estava abordant els defectes de disseny inherents als motors més antics, mentre que els motors de l' Enterprise són nous.
Kosinski arriba amb el seu assistent, un extraterrestre de Tau Alpha C que afirma que el seu nom és impronunciable i els demana que es refereixin a ell com a assistent de Kosinski. Mentre Kosinski i l'assistent expliquen les proves a la tripulació d'enginyeria, Wesley Crusher (Wheaton) entén ràpidament per a què estan dissenyades les proves i l'assistent expressa admiració per les seves habilitats per resoldre problemes.
La prova ràpidament surt malament quan l' Enterprise s'accelera, superant les capacitats conegudes dels motors de curvatura. Jean-Luc Picard (Patrick Stewart) ordena que s'aturi la nau, i la tripulació es troba a l'altre costat de la Galàxia M33 (més de 2,7 milions anys llum de la Via Làctia, la galàxia natal de l' Enterprise). Tot i que Kosinski està satisfet amb els resultats, Picard el recrimina i li demana que simplement refereixi el procés per tornar a casa.
Crusher intenta advertir a Riker que durant la prova de curvatura, l'assistent semblava "en fase", entrant i sortint de la realitat, però Riker l'acomiada sense escoltar. Tanmateix, després que Kosinski comenci la segona prova, Crusher i  Riker observen que l'assistent torna a sortir, semblant més cansat. L' Enterprise torna a experimentar un esclat de velocitat, i quan s'atura, la tripulació no pot determinar la seva posició. Picard demana que Kosinski porti la tripulació a casa.
Mentre Kosinski, l'assistent i la tripulació d'enginyeria treballen per invertir el procés, la resta de la tripulació comença a experimentar visions realistes del seu passat. Després de tenir una visió de la seva mare (Herta Ware), Picard conjectura que han arribat a la vora exterior teòrica de l'univers i emet una alerta roja per despertar la tripulació de les seves visions.
Riker suggereix que Kosinski no hauria tingut res a veure amb els salts de curvatura, que probablement els va fer el mateix assistent, donant lloc a la seva debilitat. Picard troba l'extraterrestre a la infermeria moribund, però la Dra. Crusher (Gates McFadden) no pot avaluar la biologia alienígena de l'assistent, i és incapaç de tractar-lo.
L'assistent explica que és un viatger amb la capacitat de canalitzar el pensament cap a la realitat, va portar la tripulació de l' Enterprise a la vora exterior, provocant efectes similars en qualsevol persona dins d'ella per comprovar si estaven preparats per experimentar el pensament com a realitat i demana disculpes per portar-los abans que estiguessin preparats. El Viatger li confia a Picard que busca prodigis científics com el jove Crusher, i suggereix que Picard el nodreixi.
Quan torna a la secció d'enginyeria, el viatger demana a Crusher que l'ajudi a retornar l' "Enterprise" a l'espai conegut. Mentre es concentren, començant a tornar el vaixell a casa, el Viatger torna a fer fases i finalment desapareix completament. L' Enterprise torna a l'espai de la Federació. Després de l'incident, Picard promou Crusher a alferes en funcions (seguint el seu propi suggeriment no dit a "Moment indefens") a l’Enterprise per a la seva actuació.

## Repartiment i doblatge al català
La sèrie va ser doblada al català pels estudis Tramontana (primera part) i Soundtrack (segona part) i emesa a TV3 l’any 1991. Els dobladors de l'episodi foren:
| Personatge      | Actor/actriu    | Veu en català   |
| --------------- | --------------- | --------------- |
| Jean-Luc Picard | Patrick Stewart | Joan Crosas     |
| William Riker   | Jonathan Frakes | Antoni Forteza  |
| Data            | Brent Spinner   | Joaquim Sota    |
| Geordi La Forge | LeVar Burton    | Aleix Estadella |
| Worf            | Michael Dorn    | Enric Arquimbau |
| Beverly Crusher | Gates McFadden  | Pilar Rubiella  |
| Deanna Troi     | Marina Sirtis   | Alicia Laorden  |
| Tasha Yar       | Denise Crosby   | Teresa Manresa  |
| Wesley Crusher  | Will Wheaton    | Roger Pera      |
| Kosinski        | Stanley Kamel   | Toni Moreno     |
| Viatger         | Erik Menyuk     | Miquel Boneta   |
| Argyle          | Biff Yeager     | Jesús Ferrer    |
| Yvette Picard   | Herta Ware      | Núria Cugat     |

## Producció

### Guió
La història original de "Allà on no ha estat mai ningú" es va desenvolupar abans de l'inici de Star Trek: La nova generació, amb Michael Reaves i Diane Duane convidats a presentar idees per a la història. Duane no pertanyia al Sindicat de Guionistes dels Estats Units (un requisit per escriure per al programa en aquell moment) i dubtava que se li demanés escriure un guió. Duane i Reaves van treballar junts en diverses idees, i després d'una setmana, Reaves va informar a Duane que va desenvolupar una idea basada en la seva novel·la Star Trek de 1983 The Wounded Sky i li va demanar que col·laborés amb ell. Va treballar en la idea de la història amb Reaves, i van ampliar lleugerament la història a partir de la idea original de Reaves. La versió del guió va implicar l' Enterprise que provocava el naixement d'un nou univers, amb una jugada a la creació segons el Gènesi.
Van presentar la història a l'editor de la història David Gerrold, que els va portar al creador de Star Trek Gene Roddenberry. Gene va afavorir la idea de la història, suggerint canvis, que Reaves i Duane van incorporar en un segon esborrany. L'episodi ara es titulava "Where None Have Gone Before", diferint significativament de la versió final: Kosinski era un company d'habitació de Picard a l'Acadèmia de la Flota Estel·lar, i en comptes del Viatjant, la propulsió extrema de la nau va ser proporcionada per un "reforç de curvatura" amb un forat negre en miniatura. La resolució de la trama va implicar imaginar una miniatura duplicada Enterprise i la interacció entre els forats negres de les unitats de propulsió de les dues naus sota aquesta premissa, no es va saber res del personal de TNG durant dues setmanes.
Li fou donat el guió a Maurice Hurley per reescriure'l. Va trigar sis setmanes a reescriure'l, i la seva versió inicial va ser rebuda malament pels executius de TNG. Hurley va dir més tard: "Ho odiaven absolutament, crec que em volien acomiadar, i ho farien si no tingués un contracte garantit". Va reescriure el guió i aquesta versió va ser filmada. Hurley es va mostrar satisfet amb el resultat, dient que "tot el tema d'aquell episodi va funcionar". La versió final diferia significativament del guió original de Reaves-Duane. Més tard Duane va dir que només quedaven dues escenes: on Picard veu la seva mare, i on gairebé cau del turboascensor a l'espai. Reaves va dir més tard que l'episodi "es va reunir molt millor a la pantalla que nosaltres. Vam pensar que ho faria quan llegissim el guió. Vam tenir sort, perquè ens quedava fora de les mans".

### Direcció i càsting

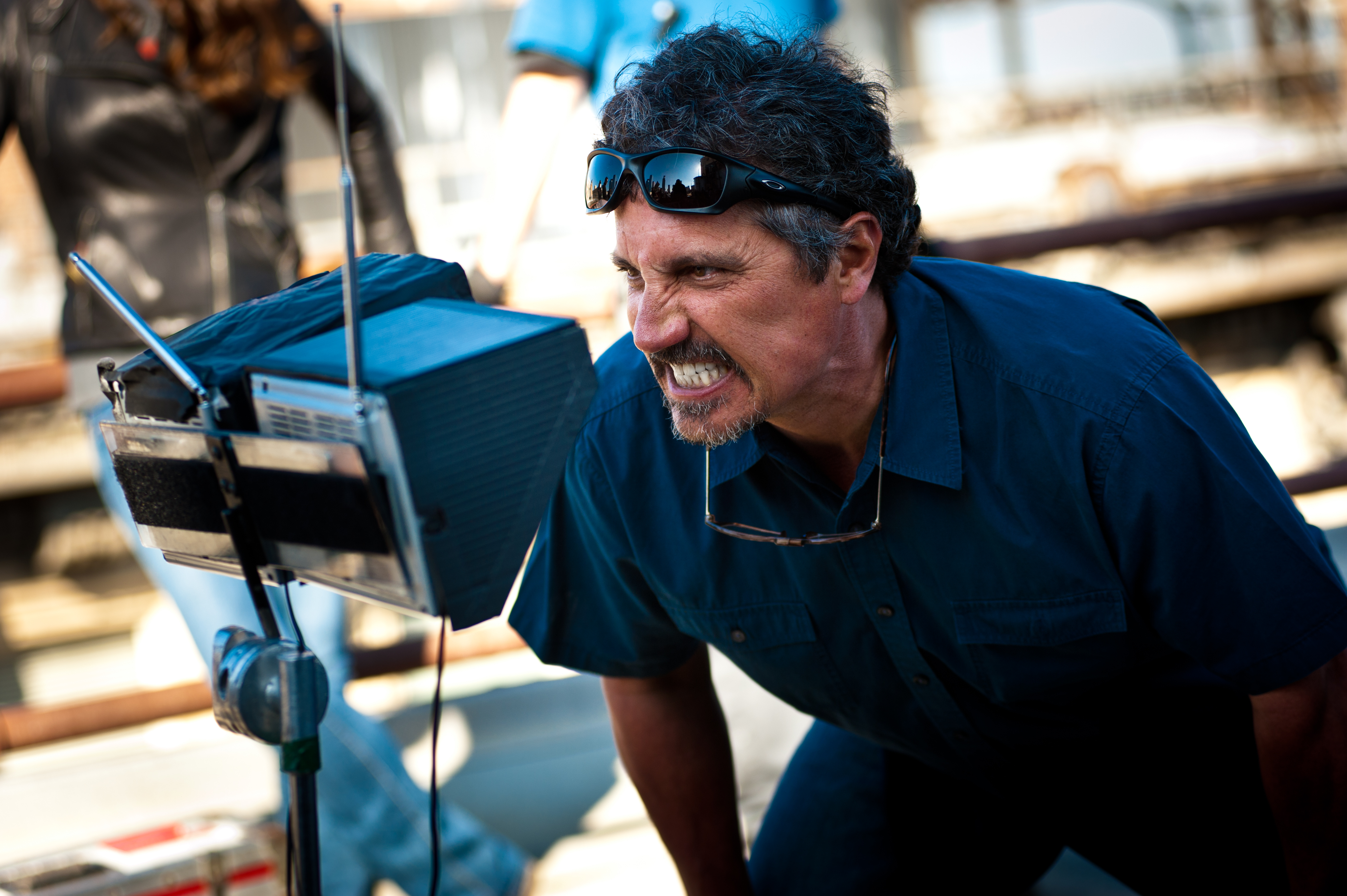
El director Rob Bowman (vist aquí el 2012) va fer el seu debut a Star Trek en aquest episodi

Donald Petrie va ser originalment signat per dirigir l'episodi, però va abandonar per dirigir la pel·lícula Mystic Pizza. El productor executiu Robert Justman va portar a Rob Bowman a dirigir el seu primer episodi de Star Trek. Justman va dir més tard que aquest va ser un dels seus èxits més significatius a La nova generació. Bowman va treballar en guió gràfic i va establir bloqueig durant 20 dies abans de rodar l'episodi. Inicialment estava nerviós per treballar al programa i va sentir que havia de demostrar-se a si mateix per la seva relativa inexperiència com a director. tripulació per fer-lo sentir benvingut. Va continuar dirigint dotze episodis més de La nova generació.
Eric Menyuk va ser elegit com el Viatger. L'actor havia estat prèviament segon classificat pel paper de Data diverses setmanes abans (el paper va ser per a Brent Spiner). Era fan de Star Trek des dels sis anys, i més tard tornaria com a Viatger dues vegades més: a "Recorda'm" i "El final del viatge". El retorn de Menyuk a "El final del viatge" també marcaria l'última aparició a la pantalla de Wesley Crusher. Biff Yeager va fer el seu debut a La nova generació a "Allà on no ha estat mai ningú" com a enginyer en cap Argyle, que es convertiria en l'enginyer en cap amb més freqüència de la primera temporada (apareix dues vegades). Geordi La Forge va assumir aquest paper al primer episodi de la segona temporada, "El nen". L’especialista "Dangerous" Dennis Madalone també va debutar a la sèrie com a tripulant de la divisió científica amenaçat pel seu propi incendi (imaginat). A partir de la tercera temporada va ser coordinador d'acrobàcies de La nova generació, i va continuar representant una sèrie de membres de la tripulació. Els espectadors van saber el nom de la mare de Picard a "Cadena de comandament"; va ser interpretada a "Allà on no ha estat mai ningú" per Herta Ware, que va aparèixer a la pel·lícula de ciència-ficció de 1985 Cocoon.

### Efectes visuals i maquillatge
Alguns efectes de l'episodi es van crear al soterrani de Robert Legato amb reflexos d'aigua i llums de Nadal. El guió era vague sobre el que es veia al final de l'univers, així que Legato va jugar amb els efectes dels reflexos de l'aigua a la paret del soterrani. Rodant a través de la pel·lícula BoPET, va crear múltiples imatges que es van posar en capes una sobre l'altra per a l'efecte final (que Legato va descriure com a "curiós i estrany"). Les llums de Nadal es van suspendre i es van moure, per crear l'efecte de parpelleig que es veu a la pantalla.
El targ klíngon va ser creat vestint un senglar domesticat (anomenat Emmy Lou) amb un vestit creat pel dissenyador de vestuari William Ware Theiss. El productor executiu Robert Justman va recordar més tard: "Aquell porc feia una olor horrible. Una olor agredolç i molt picant. Em vaig dutxar i dutxar, i vaig trigar una setmana a desfer-me'n!" Per aparèixer com el viatger, Eric Menyuk portava una peça protèsica (creada per Michael Westmore) al front, que va topar amb la seva línia del cabell. També portava un parell de mans falses de tres dits, que es van vendre a la subhasta "It's A Wrap!" després del final de Star Trek: Enterprise. El seu vestit de Viatger també es va vendre a la subhasta.

### Música
"Allà on no ha estat mai ningú" va ser el segon episodi musicat per Ron Jones. Alguns temes de la banda sonora eren reordenacions de la partitura de Jerry Goldsmith de Star Trek: La pel·lícula. A la peça "Talk with Mom" (interpretada durant la reunió de Picard amb la seva mare), Jones va intentar crear un efecte idèntic al final d'Appalachian Spring d’Aaron Copland de 1944. Els temes d’Alexander Courage de La sèrie original s'inclouen en un ostinato de set notes a les peces "Log", "Visitors" i "Fly-By".
La partitura va ser gravada amb una orquestra de 40 peces. Jones va formatar l'orquestra per generar un so més gran del que s'escoltava normalment a les bandes sonores de televisió perquè sonés més com la partitura de La pel·lícula de Goldsmith. Es van utilitzar teclats per fer més destacats els violoncels, i altres canvis van incloure un augment de la gamma mitjana de la secció de cordes. Es va publicar la banda sonora de "Allà on no ha estat mai ningú" (com a part de  The Ron Jones Project de les partitures de Star Trek: La nova generació) en una tirada limitada de 5.000 còpies el 2010 per Film Score Mensual.

## Recepció
Amb tot el pes de la seva cadena al darrere, TNG se'n va sortir amb moltes coses que haurien matat a altres programes. Aquest episodi n'és un bon exemple. La tripulació no té cap agència en la seva situació, les idees que presenta no són del tot relacionables i la història no té pràcticament res que s'assembli a un nucli emocional. I, tanmateix, funciona, encara que només sigui perquè fa pessigolles a la part de tu que es pregunta exactament què hi podria haver. Els primers TNG van ser moltes coses, però "Allà on no ha estat mai ningú" demostra que no va ser insípid. 
"Allà on no ha estat mai ningú" fou emesa en redifusió durant la setmana que va començar el 24 d'octubre de 1987. Va rebre una puntuació de Nielsen de 10,5, que reflecteix el percentatge de totes les llars veient l'episodi durant la seva franja horària. Aquesta va ser la valoració més alta rebuda per la sèrie des de "Moment indefens" tres episodis abans.
Diversos crítics van ressenyar l'episodi després del final de la sèrie. El membre del repartiment Wil Wheaton va descriure més tard l'episodi com "la primera vegada que La nova generació realment va començar a  treballar units". Tanmateix, l'episodi va ser defectuós en el diàleg i en els canvis de to de Picard: "No estic segur de si va ser una elecció deliberada, de manera que apareixeria com un home en conflicte, o si va ser la calidesa i la bondat naturals de Patrick Stewart provenien del comportament groller de Picard com va ser escrit." Quan va revisar el programa el 2006 per a AOL TV, li va donar una puntuació global de B-plus. Keith DeCandido va ressenyava l'episodi per a Tor.com, elogiant els actors convidats: Stanley Kamel era "magnífic" i "supurava  arrogància, excés de confiança i toro en la mateixa mesura", mentre que Herta Ware va aportar "gravitas" tremendes al seu paper. Va descriure l'episodi com el millor de la primera temporada, amb una forta actuació del repartiment principal, i li va donar una puntuació global de vuit (sobre deu).
Jamahl Epsicokhan, al seu lloc web Jammer's Reviews, va dir que era la primera vegada a la sèrie que el propi espai generava "admiració i meravella"; tanmateix, va pensar que la naturalesa "fresca i intrigant" de l'episodi s'esvaïa a mesura que anava avançant. Va criticar Wesley Crusher, descrivint-lo com un "friki embafador" i "només desitges escanyar-lo". Va donar una puntuació a l'episodi de 2,5 (sobre 4).
Al llibre de Richard Hanley The Metaphysics of Star Trek, l'aparició del viatger a Allà on no ha estat mai ningú es va descriure com una continuació dels extraterrestres intel·lectualment avançats a Star Trek, començant a La sèrie original amb Apol·lo a "Qui plora pels déus?" i Gary Mitchell a "On no ha anat mai cap home". Metafísica es fa referència en aquest episodi per Wesley Crusher, que pregunta si el pensament és la base de l'existència.

## Mitjans domèstics i estrena al cinema
El primer llançament de mitjans domèstics d’ "Allà on no ha estat mai ningú" va ser en videocasset VHS l'1 d'abril de 1992 als Estats Units i Canadà. L'episodi es va incloure més tard a la primera temporada de la caixa del DVD Star Trek: La nova generació llançat el març de 2002.
Els episodis de "Trobada a Farpoint" a "Datalore" es van publicar al Japó en LaserDisc el 10 de juny de 1995, com a part de First Season Part.1. Això va incloure l'episodi de la primera temporada "Allà on no ha estat mai ningú", i el conjunt té una durada total de 638 minuts en diversos discs de vídeo òptics de 12 polzades.
L'episodi es va publicar com a part de la primera temporada en Blu-ray el 24 de juliol de 2012. Per celebrar el 25è aniversari de Star Trek: La nova generació i promocionar l'estrena de la primera temporada en Blu-ray, els episodis "Allà on no ha estat mai ningú" i "Datalore" van rebre una estrena en cinemes als Estats Units el 23 de juliol de 2012 a prop de 500 sales. "Allà on no ha estat mai ningú" va ser escollit pels experts de Star Trek Mike i Denise Okuda a causa dels efectes especials espacials inusuals.